# Melchior Stoller

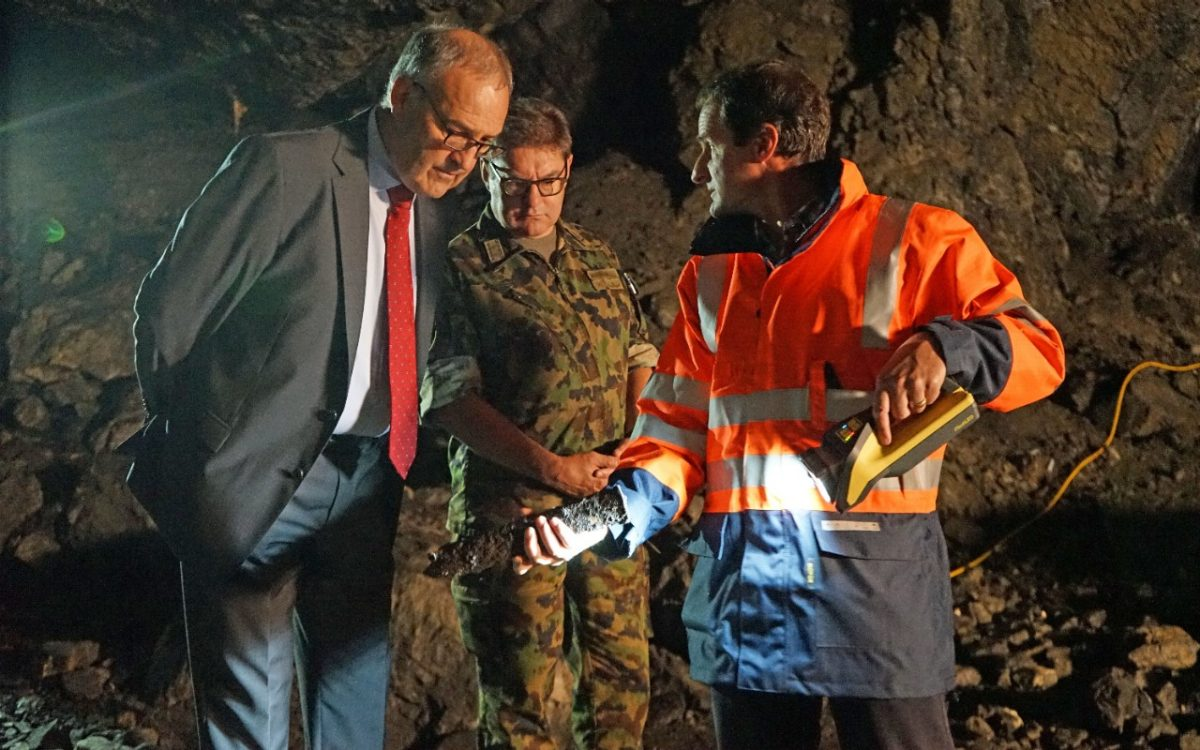
Bundesrat Guy Parmelin mit Melchior Stoller bei einer Besichtigung des 1947 explodierten Munitionslagers von Mitholz im Jahr 2018

Melchior Albert Stoller (* 22. April 1961 in Frutigen) ist ein Schweizer Berufsoffizier im Range eines Divisionärs und militärpolitischer Berater der Vorsteherin des Eidgenössischen Departementes für Verteidigung, Bevölkerungsschutz und Sport, Viola Amherd. Er untersteht direkt Amherd, eingeteilt ist er jedoch im Führungsstab der Armee.

## Leben
Stoller absolvierte 1987 die Militärakademie. 1989 erfolgte für die Schweizer Armee sein erster Auslandseinsatz zu Gunsten der Unterstützungseinheit der Vereinten Nationen für die Übergangszeit in Namibia, 1991 zu Gunsten der Mission des Nations Unies pour l’organisation d’un référendum au Sahara occidental in der Westsahara und 1992 hatte er einem Aufenthalt beim französischen Heer in Dinan. Danach machte er im Bereich der Logistik und Sanität Karriere und war auf allen Stufen Kommandant, zuletzt Kommandant einer Logistikbrigade. 2015 wurde er zum Divisionär und stellvertretenden Kommandant Heer ernannt. 2018 war er kurz Stellvertreter des Chefs Kommando Operationen, bevor er seine heutige Funktion als militärpolitischer Berater des Departementvorstehers übernahm.
Melchior Stoller ist verheiratet und Vater von drei Kindern. In seiner Freizeit engagiert er sich für den Schiesssport. Er ist Präsident der Stadtschützen Bern.